# Gudhem
Gudhem ist ein Ort (tätort) in der schwedischen Provinz Västra Götalands län und der historischen Provinz Västergötland. Der Ort in der Gemeinde Falköping liegt etwa sieben Kilometer nördlich der Stadt Falköping.
Der Name bedeutet Götterheim.

## Geschichte
Beim Ort wurde ein aus verschiedenen Spiralen bestehender Goldschatz gefunden.
In Gudhem befinden sich die Ruinen der ehemaligen mittelalterlichen Klosterruine Gudhem und der Königshof Gudhem, heute eine Behandlungsanstalt für Alkohol- und Drogenabhängige.
Hier soll etwa 1060 Königin Gunhild Svensdotter (oder Haraldsdotter) Tochter von Svein Håkonsson Ladejarl, gestorben sein. Sie war die Frau von König Anund Jakob von Schweden und mutmaßlich von König Sven II. von Dänemark.
Gab es je „Odins Land“, wie es die Skalden Brage Broddarsson und Snorri Sturluson schrieben, so muss es zwischen Vänern und Vättern gelegen haben. Hier befinden sich die Schiffssetzung von Askeberga (auch Ranes Stenar; genannt – Rane war in der Region einer der Namen Odins), Kung Ranes hög, Odenslunda (deutsch „Odins hain“) und in alten Dokumenten wird der See Osten „Odins See“ genannt. Entsprechend bedeutet der Ortsname Gudhem „Götterheim“.
In Gudhem spielt der Roman Die Büßerin von Gudhem von Jan Guillou.

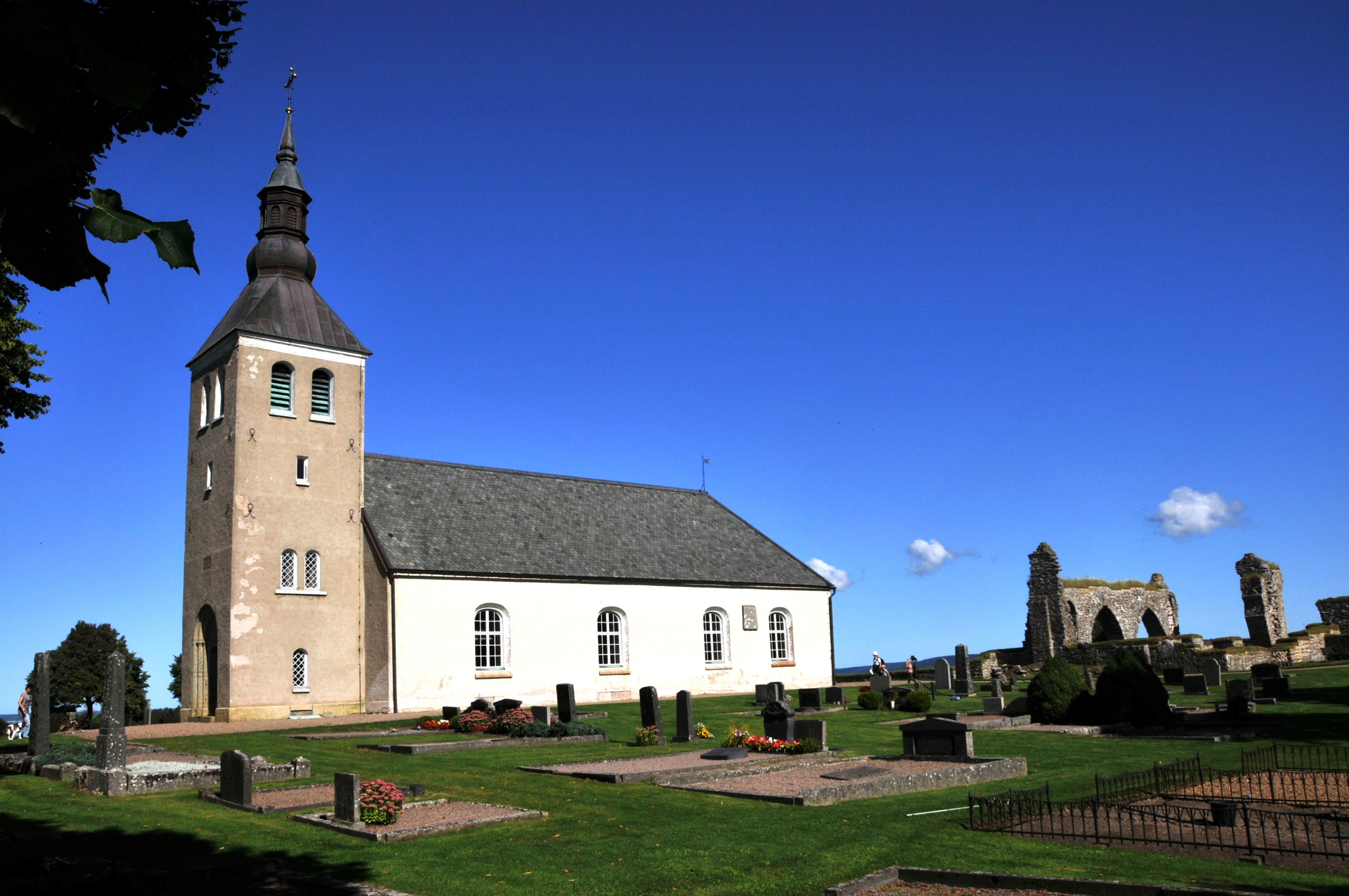
Kirche von Gudhem bei der Klosterruine
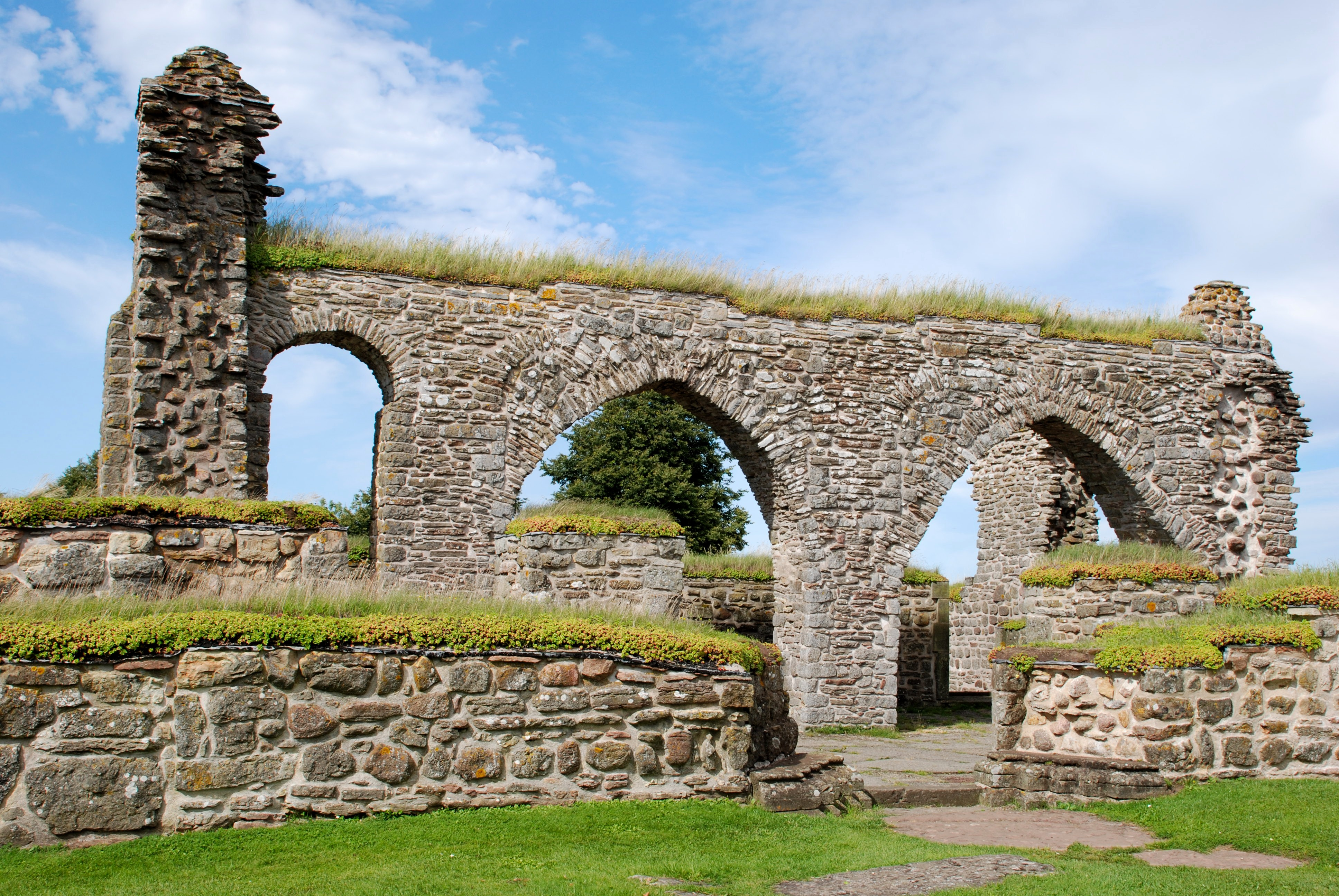
Klosterruine
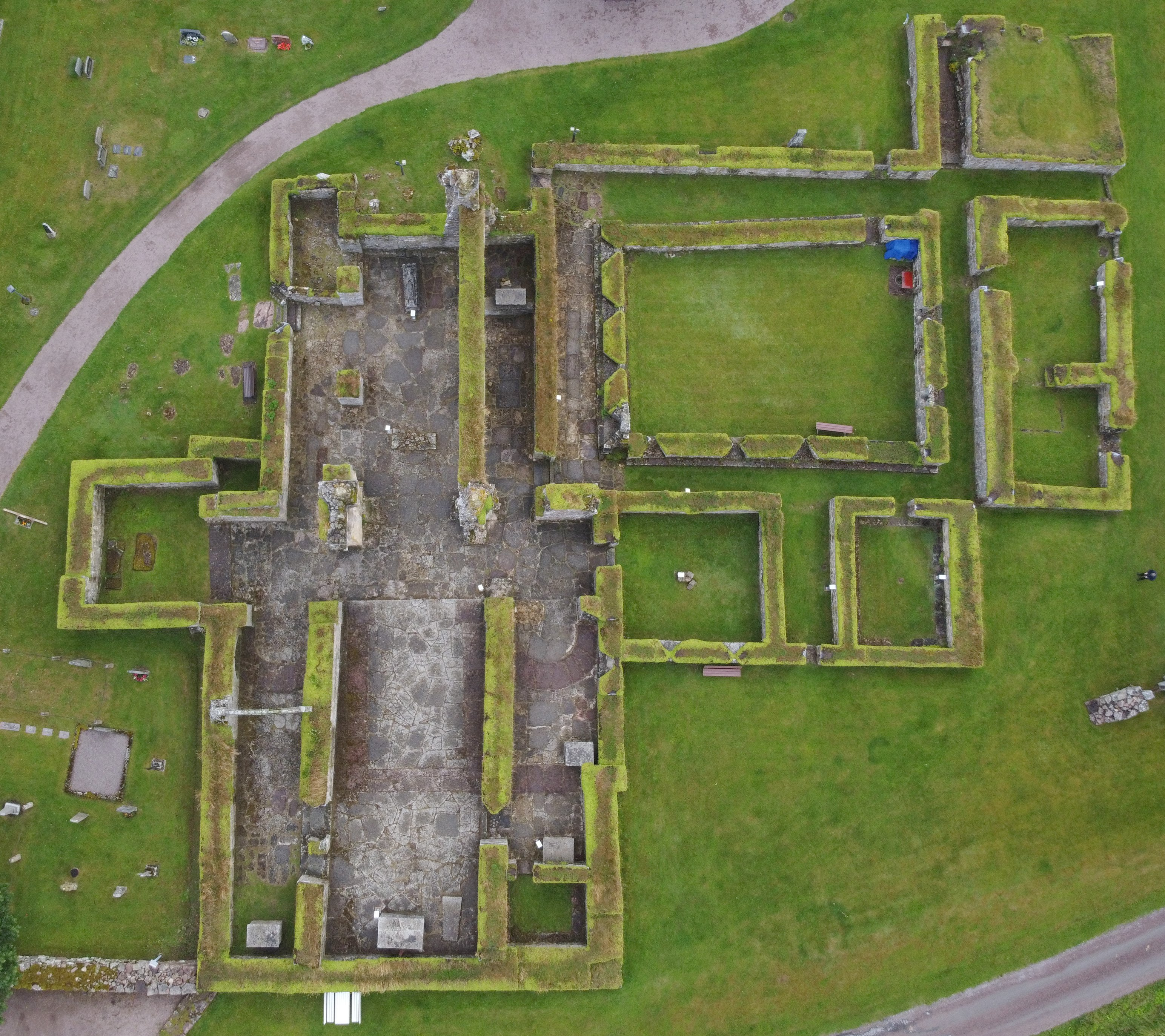
Klosterruine (Luftbild)